# تشاي كندي (هريس)
تشاي كندي هي قرية في مقاطعة هريس، إيران. عدد سكان هذه القرية هو 424 في سنة 2006.